# Max Mazin
Max Mazin Brodovka (Gorodeya, Polonia; actualmente Bielorrusia, 7 de junio de 1923-Madrid, 17 de mayo de 2012) fue un empresario español judío de origen ruso, presidente de la Comunidad Judía de Madrid entre 1961 y 1969. Mazin fue figura clave en la institucionalización de la comunidad judía española durante el franquismo, pionero del asociacionismo empresarial español e impulsor del liberalismo económico en la España postfranquista. La Fundación Max Mazin lleva su nombre.

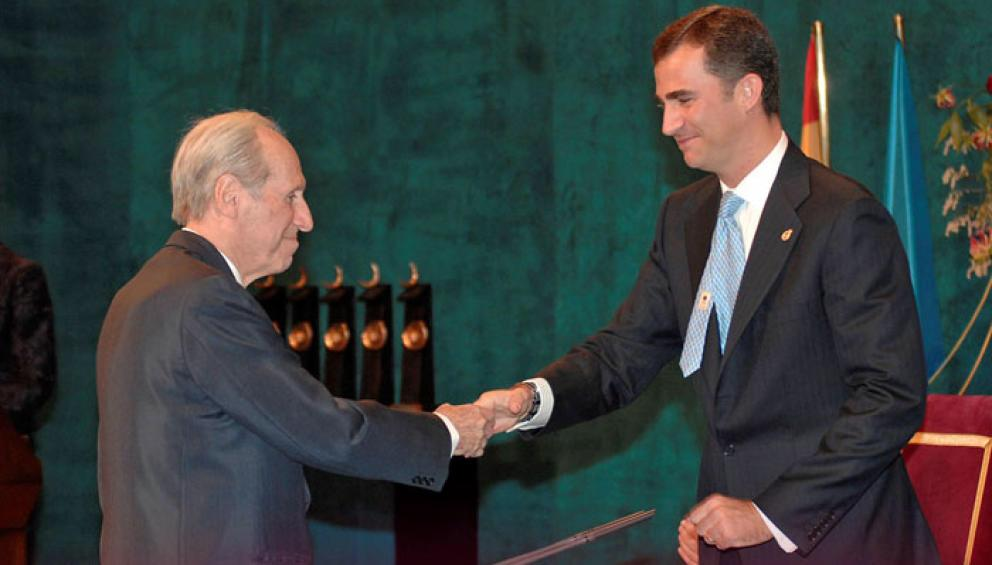
Max Mazin y Felipe de Borbón en la ceremonia de los premios Príncipe de Asturias, octubre de 2007.

## Primeros años
Max Mazin nació el 7 de junio de 1923 en un shtetl llamado Gorodeya, entonces parte de la Segunda República Polaca (la actual Haradzeya bielorrusa). La población, y con ella la totalidad de la comunidad judía de la región, fue aniquilada por los nazis en 1941, un año y medio después de la invasión de Polonia. Habiendo perdido a sus padres y hermana pequeña a manos de los alemanes, Mazin y uno de sus hermanos lograron sobrevivir la masacre huyendo hacia el interior de Rusia, pasando los años de la guerra trabajando en fábricas locales.
Tras la guerra, Mazin se unió al movimiento para la reconstrucción económica de Polonia, convirtiéndose en máximo responsable económico de la provincia de Cracovia. Sin embargo, a la vista de lo que supondría la inminente presencia soviética en el país, consiguió salir a tiempo y llegar a Bélgica clandestinamente poco antes de cerrarse definitivamente el telón de acero.
En 1950, Max Mazin llegó de casualidad a España por un asunto de negocios, y decidió instalarse en Madrid. Al poco tiempo consiguió introducirse en la sociedad de la época, estableciendo buenas relaciones de amistad. Rápidamente aprendió el idioma español, que se convertiría en su octavo idioma de habla fluida.

## Trayectoria empresarial y la Patronal
En Madrid, continuó su actividad empresarial, llegando con los años a construir empresas importantes en los sectores inmobiliario y hotelero, y más tarde el industrial. Fue fundador, consejero y primer accionista de empresas como Renta Inmobiliaria, Ahorro Familiar, Iberia Mart, World Trade Center de Europa y Tryp Hoteles (la cual fundó junto con Antonio Briones y Rufino Calero, y que más tarde se fusionaría con el Grupo Meliá). En 2006 fue nombrado consejero independiente de Fomento de Construcciones y Contratas (FCC) por Esther Koplowitz, cargo que desempeñó hasta 2010.
Mazin entendió el liberalismo económico moderno desde la perspectiva de un modelo asociativo, llevándole a impulsar la creación de una patronal de empresarios, tanto a nivel regional (de la Comunidad de Madrid) como a nivel nacional. Durante la Transición, a tenor de la Ley de Libertad Sindical de abril de 1977, Mazin encabezó el equipo fundador de la actual Confederación Empresarial de Madrid (CEIM, anteriormente AEIM), de la que sería presidente de honor, y fue cofundador de la Confederación Española de Organizaciones Empresariales (CEOE) y su vicepresidente durante los años 1977-1978. Es considerado pionero del movimiento asociativo madrileño y español.
Por su contribución en estas áreas se le concedió en 2005 la Gran Cruz de la Orden del Mérito Civil (cuya Encomienda había recibido en 1999) y en 2009 la Gran Cruz de la Orden del Dos de Mayo.

## Liderazgo en el mundo judío
Max Mazin es considerado la persona que orquestó e institucionalizó la vida judía contemporánea en España, habiendo conseguido el reconocimiento para una comunidad judía en este país con carácter oficial por primera vez desde la época de los Reyes Católicos.

### Años del franquismo
En 1952, Mazin fue nombrado vicepresidente de la Comunidad Judía de Madrid, la cual no contaba por aquel entonces con reconocimiento oficial ni derecho de culto. Casi una década después, en 1961, sería elegido presidente de dicha comunidad. Unos años más tarde establecería la sede de la organización Bnei Brith en España.
Su constante labor ante las autoridades españolas en una época en la que los discursos antijudíos no eran poco comunes, dio su fruto cuando Francisco Franco le otorgó los permisos de asociación, obligatorios en esa época, y seguidamente el visto bueno para construir una sinagoga, la primera autorizada oficialmente en España desde 1350 (y primera en abrirse al culto hebreo desde la expulsión de los judíos). Con ello, en diciembre de 1968, se consiguió la autorización oficial del Ministerio de Justicia para inaugurar la sinagoga Beth Yaacov en la calle Balmes de Madrid.
Eso fue posible después de que Mazin y Alberto Levy, presidente de la Comunidad Judía de Barcelona, se reunieran con Franco en el Palacio del Pardo para solicitar que reconociera legalmente a las comunidades judías de España. Aunque no hubo acto de reconocimiento oficial, la posición favorable del Gobierno quedó reflejada en la Ley de Libertad Religiosa de 1967, que conllevó la abolición de facto (aunque no de iure) del edicto de expulsión de 1492.

### Relaciones judeocristianas
Max Mazin consideró de gran importancia las relaciones entre judíos y cristianos. A tal fin, organizó foros de encuentro entre católicos y judíos y en 1961 participó en la creación de la muy activa Amistad Judeo-Cristiana, una iniciativa para promover el acercamiento entre ambas religiones y poner fin al antijudaísmo cristiano. Dicha iniciativa ganó terreno en vísperas del Concilio Vaticano II y con el posterior apoyo e implicación del arzobispo de Madrid. En este contexto se realizó en 1963 en la sinagoga de la calle de Pizarro un acto fúnebre en memoria de Juan XXIII, quien había convocado el concilio e inspirado la declaración de Nostra aetate. 

### Relaciones con Israel
En 1979, Mazin promovió la fundación de la Asociación de Amistad España-Israel, de la que luego sería vicepresidente. Dicha asociación, presidida en su día por Camilo José Cela, y que contaba con personalidades como Antonio Fernández Gil, se estableció con fines de intercambio cultural y científico, así como el impulso del establecimiento de relaciones entre los dos países. 
Puesto que España no mantuvo relaciones diplomáticas con el Estado de Israel durante los años del franquismo, y que transcurriría una década desde el fallecimiento de Franco hasta que tales relaciones se establecieran oficialmente, Mazin actuó como interlocutor entre España e Israel hasta la firma de reconocimiento mutuo de 1986 en La Haya.

### Atentado de 1980
En 1980, un atentado perpetrado por la organización terrorista Frente Palestino de Abu Nidal intentó acabar con su vida. En la mañana del 18 de febrero, el terrorista palestino Said Ali Salman esperó a que Mazin saliera de su casa para asesinarle. En la esquina de la glorieta Rubén Darío de Madrid ametralló al conductor de un Seat 131, matando a un vecino del empresario —el abogado Adolfo Cotelo— a quien el terrorista había confundido con el empresario judío.

## Labor educativa y social, y últimos años
Mazin fue miembro del Consejo Social de la Universidad Complutense de Madrid desde su fundación y durante 25 años, miembro del patronato de la Universidad Camilo José Cela y patrono de la Fundación Camilo José Cela durante más de una década.

#### Apoyo a jóvenes con altas capacidades
En 1991, fue nombrado presidente de la fundación CEIM, donde creó el primer programa para niños con altas capacidades. En 1996, dicha fundación firmó un convenio con la Consejería de Educación y Cultura de la Comunidad de Madrid que facilitó el comienzo de un programa para la identificación de alumnos con altas capacidades en la región, y poco después lo firmaría también con el Ministerio de Educación y Cultura, dando comienzo al Programa de Enriquecimiento Extracurricular para Alumnos con Altas Capacidades (PEAC) durante el curso de 1999-2000. Este modelo fue adoptado en 2013 por la Unión Europea, conocido por tanto como «el modelo español». A día de hoy, la fundación que lleva su nombre reparte premios, reconocimientos y programas de formación anuales a niños con altas capacidades.

#### En memoria del Holocausto
En 2005, Mazin fue nombrado presidente honorario de Yad Vashem en España y en octubre de 2007 recibió junto a otros nueve supervivientes del Holocausto el Premio Principe de Asturias otorgado a dicha institución.

#### Fallecimiento
Max Mazin falleció en Madrid en 2012 a la edad de 88 años. Fue homenajeado de manera póstuma en un acto en la Real Casa de Correos de Madrid, con discursos del ministro de Justicia, la presidenta de la Comunidad de Madrid, el presidente de CEIM, el embajador de Israel en España, el rabino mayor de Madrid y la hija mayor de Max Mazin.